# 卡雷斯卡基斯体育场
卡雷斯卡基斯体育场（希臘語： [ˈʝipeðo karaiˈskacis]），希腊比雷埃夫斯的一个体育场。该体育场为奥林匹亚克斯足球俱乐部的主场所在地。体育场之名是为了纪念希腊独立战争英雄乔治斯·卡雷斯卡基斯。1896年。该地曾作为1896年夏季奥林匹克运动会的自行车赛车场。